# Odratzheim
Odratzheim is een gemeente in het Franse departement Bas-Rhin (regio Grand Est) en telt 445 inwoners (2005). De plaats maakt deel uit van het arrondissement Molsheim.

## Geografie
De oppervlakte van Odratzheim bedraagt 1,5 km², de bevolkingsdichtheid is 296,7 inwoners per km².
De onderstaande kaart toont de ligging van Odratzheim met de belangrijkste infrastructuur en aangrenzende gemeenten.

## Demografie
Onderstaande figuur toont het verloop van het inwonertal (bron: INSEE-tellingen).